# Molophilus acutissimus
Molophilus acutissimus är en tvåvingeart som beskrevs av Günther Theischinger 1988.
Molophilus acutissimus ingår i släktet Molophilus och familjen småharkrankar. Inga underarter finns listade i Catalogue of Life.